# Pugachev's Cobra

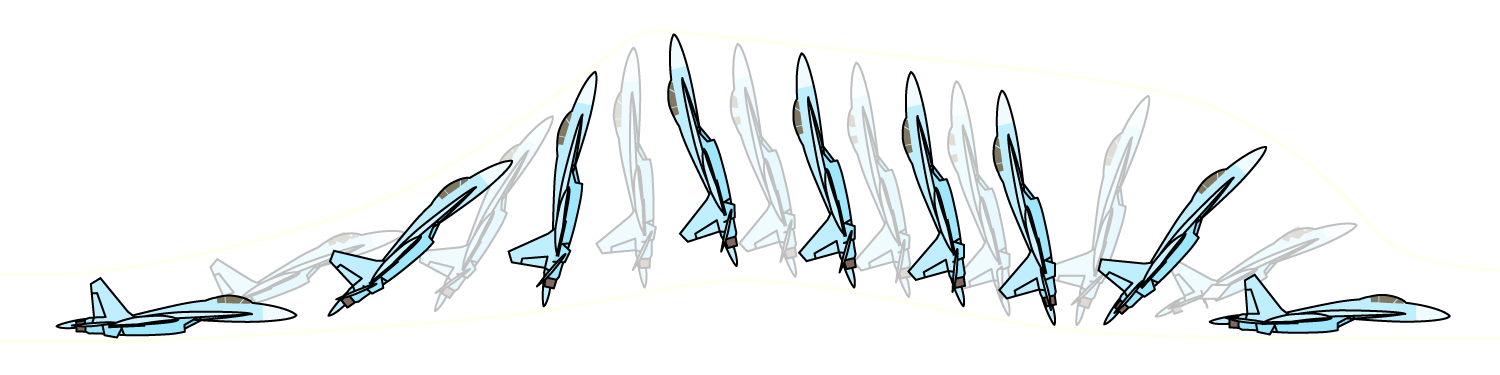
Um Sukhoi Su-27 realizando Pugachev's Cobra.

O Pugachev's Cobra (ou Pugachev Cobra) é uma manobra em que o avião voa em velocidade moderada e de repende levanta o nariz para posição vertical, depois volta até a posição normal. Necessita de empuxo potente do motor para manter altitude constante ao longo de todo o movimento, mantendo a altitude aproximadamente constante ao longo de todo o movimento.  A manobra pode ser usada em combate aproximado,  e é uma demonstração para a autonomia de controle da aeronave, alto ângulo de ataque, estabilidade e compatibilidade entre motor e movimento, além da habilidade do piloto. A manobra recebeu o nome devido ao piloto de testes soviético Viktor Pugachev, o primeiro a realizar essa manobra publicamente em 1989 no Show Aéreo de Paris. 

## Descrição
No caso do Su-27, o piloto inicialmente desengata o limitador de ângulo de ataque do avião, normalmente estabelecido em 26°.  Essa ação também desengata o limitador de força g. Posteriormente o piloto puxa para trás o manche. A aeronave alcança o ângulo entre 90º-120º de ataque com ligeiro ganho de altitude e significativa perda de velocidade.  Quando o elevator está centralizado, o arrasto físico na traseira da aeronave causa empuxo, fazendo-a continuar a voar para frente. Nesse momento o piloto adiciona aceleração para compensar as perdas de sustentação. Em uma acrobacia "Pugachev's Cobra" bem realizada, o avião se mantém em linha reta quase que o tempo todo; sem sair do trajeto para outra direção. Entrar com a velocidade correta é muito significativo, já que em baixas velocidades o piloto não consegue ter capacidade de realizar a manobra,  e em alta pode causar danos na fuselagem devido a alta força g aplicada ao avião e possibilidade de perda de consciência.
Enquanto o Pugachev's Cobra pode ser executado usando controles aerodinâmicos padrão, sua realização pode ser feita mais facilmente com empuxo vetorado. Nesse caso concerne como um exemplo de supermanobrabilidade,  especialmente em manobras pós-stall. A Herbst maneuver e a helicopter manoeuvre são outros exemplos de uso de empuxo vetorial na quarta e quinta geração de caças, tripulados ou não.

## Utilização em combate
Essa acrobacia aérea pode ser usada, teoricamente, em combate aproximado em alta atitude, no caso perseguições. Executando o Cobra, uma aeronave perseguida pode diminuir sua velocidade ao ponto que o perseguidor a ultrapasse. Nesse momento existe a possibilidade de disparar suas armas, já que a aeronave ficará apontada para o ex-perseguidor no término da manobra. A manutenção do aspecto adequado para a acrobacia pode ser facilitado com empuxo vetorial ou controle de superfícies do canard. A desvantagem de realizar concerne à diminuição da velocidade do avião, o que pode deixar vulnerável ao ataque de outras aeronaves. Também pode ser contra-atacada com a acrobacia aérea básica High Yo-Yo.

## Exemplos de aeronaves capazes de fazer tal manobra

### Aeronaves produzidas
- Sukhoi Su-27[1] e variantes (Su-30/Su-30MKI/Su-30MKM, Su-33, Su-34, Su-35,[5] Su-37 e Shenyang J-11)
- Sukhoi PAK FA
- Mikoyan MiG-29[6] e Mikoyan MiG-35
- Lockheed Martin F-22 Raptor
- Saab 35 Draken

### Aeronaves experimentais
- Rockwell-MBB X-31
- McDonnell Douglas F/A-18 HARV
- McDonnell Douglas F-15 STOL/MTD
- F-16 VISTA